# SNCF TGV Iris 320

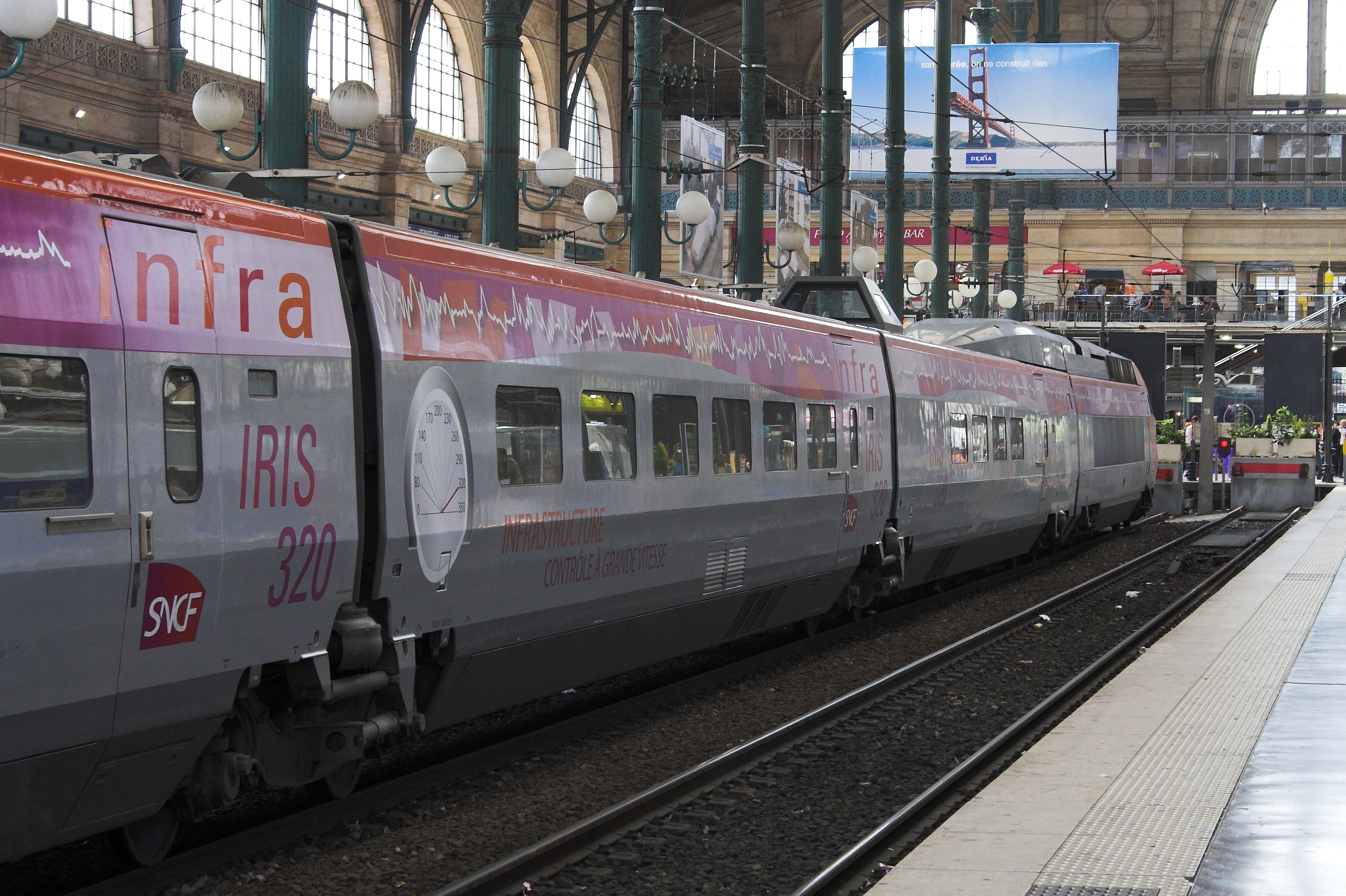
A vonat Párizsban a Gare du Nordon

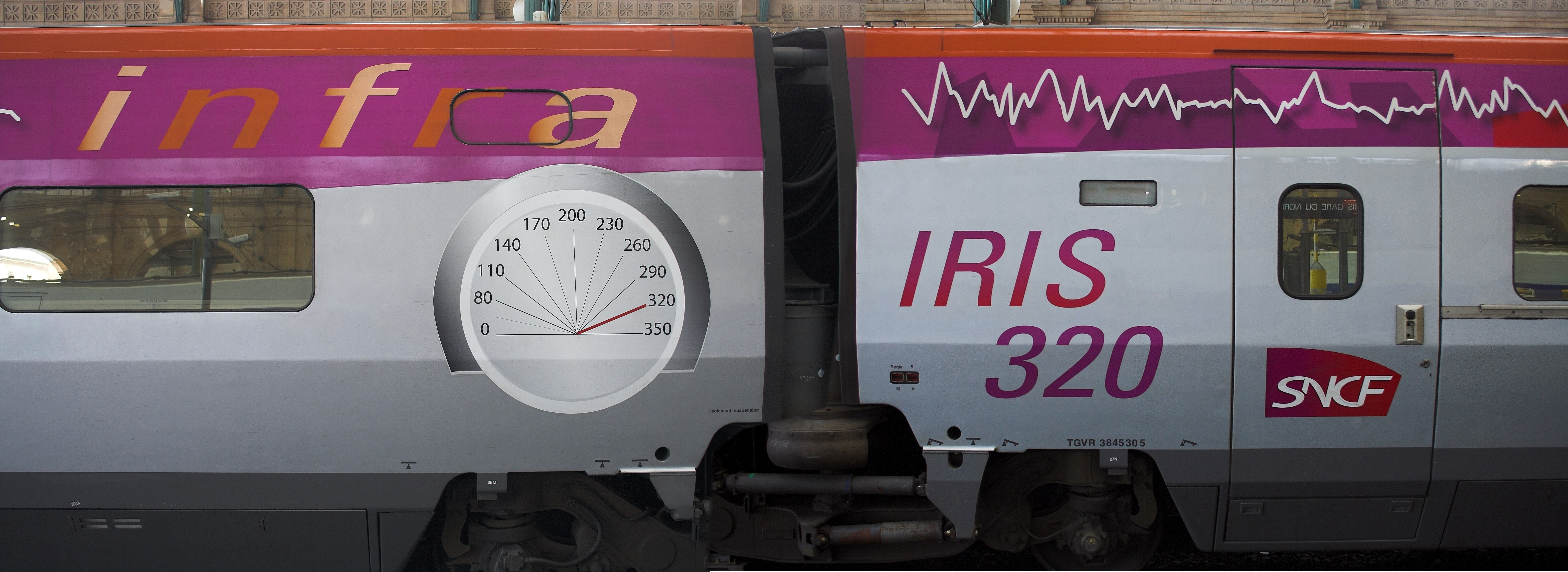

A SNCF TGV Iris 320 egy francia TGV villamos motorvonat, összesen egy db van belőle, mely a korábbi TGV Réseau sorozatú 4530 pályaszámú motorvonat módosított változata. A TGV Réseau szerelvényeket az Alstom gyártotta 2003 és 2006 között. A TGV Iris 320 motorvonat feladata a TGV pályák vizsgálata.

## Lásd még
- ICE S
- ADIF 330
- Doctor Yellow